# Prix Henri-Cartier-Bresson
 (décembre 2021).
Si vous disposez d'ouvrages ou d'articles de référence ou si vous connaissez des sites web de qualité traitant du thème abordé ici, merci de compléter l'article en donnant les références utiles à sa vérifiabilité et en les liant à la section « Notes et références ».
Le prix Henri-Cartier-Bresson d'aide à la création (anciennement Prix HCB) est un prix d’aide à la création photographique décerné tous les deux ans par la Fondation Henri-Cartier-Bresson.
Son objectif est de permettre à un photographe ayant déjà accompli un travail significatif dans une sensibilité proche du reportage de réaliser un projet qu’il ne pourrait mener à bien sans cette aide.
Son montant en 2021 était de 35 000 €.
Dans les deux ans suivant sa nomination, l’œuvre du lauréat est exposée à la Fondation HCB à Paris et un catalogue est publié à cette occasion.

## Historique
Initié par Robert Delpire en 1988, le prix HCB n'a pas été décerné entre 1993 et 2001 avant d'être relancé en 2003 à l’occasion de l’inauguration de la Fondation Henri-Cartier-Bresson à Paris.

## Liste des lauréats
- 1990 : Chris Killip[2].
- 1991 : Josef Koudelka
- 1993 à 2001 : non décerné
- 2003 : Larry Towell (Canada), pour son projet « The walls of no man’s land : Palestine »
- 2005 : Fazal Sheikh (États-Unis/Kenya), pour ses projets « Moksha » et « Girl-Child », témoignages sur la condition féminine en Inde aujourd’hui
- 2007 : Jim Goldberg (États-Unis), pour son projet « The New Europeans », essai photographique sur les flux migratoires vers l’Europe
- 2009 : David Goldblatt (Afrique du Sud), pour son projet « TJ », travail en cours sur la ville de Johannesbourg
- 2011 : Vanessa Winship (Angleterre), pour son projet « Là-bas : une odyssée américaine »
- 2013 : Patrick Faigenbaum (France), pour son projet « Kolkata »[3]
- 2015 :  Claude Iverné (France), pour son projet « Photographies soudanaises, le fleuve des Gazelles »
- 2017 : Guy Tillim (Afrique du Sud), pour son projet « Museum of the Revolution »
- 2019 : Mathieu Pernot (France), pour son projet « Le Grand Tour »
- 2021 : Carolyn Drake (États-Unis), pour son projet « Centaur » (titre provisoire)
- 2023 : Karim Kal (France), pour son projet « Haute Kabylie »

## Liste des jurys

### Jury 2003
- Martine Franck (photographe, présidente de la Fondation Henri-Cartier-Bresson)
- Robert Delpire (éditeur, président du jury)
- Anne Samson (directrice de communication)
- Peter Galassi (conservateur en chef pour la photographie au Museum of Modern Art de New York)
- Marta Gili (responsable photographie et arts visuels à la Fundacio la Caixa, Barcelone)
- Roberto Koch (directeur de l’agence Contrasto, Milan et Rome)
- Paul Virilio (philosophe)

### Jury 2005
- Robert Delpire (président du jury)
- Martine Franck (photographe et présidente de la Fondation HCB)
- Anne Samson (directrice ASC, communication et mécénat culturel)
- Bernard Latarjet (président du Parc de La Villette, Paris)
- Tereza Siza (directrice du Centro Portugues de Fotografia, Porto)
- Anne Tucker (Curator of Photography, Museum of Fine Arts, Houston, Texas)
- Val Williams (commissaire indépendante, Londres)

### Jury 2007
- Robert Delpire (président du jury)
- Martine Franck (photographe et présidente de la Fondation HCB)
- Antoinette Seillière (représentante du groupe Wendel)
- Giovanna Calvenzi (directrice artistique, Milan, Italie)
- François Hébel (directeur des Rencontres d'Arles)
- Marloes Krijnen (directrice du FOAM, Amsterdam, Pays-Bas)
- Sandra Phillips (Senior curator of photography, musée d'art moderne de San Francisco, San Francisco, États-Unis)

### Jury 2009
- Martine Franck (photographe, présidente du jury)
- Antoinette Seillière (vice-présidente de la Fondation Croix Saint-Simon, représentante du groupe Wendel)
- Nissan Perez (conservateur en chef du département de photographie au Israel Museum, Jérusalem)
- Oliva Maria Rubio (directrice des expositions à La Fabrica, Madrid)
- Agnès Sire (directrice de la Fondation Henri-Cartier-Bresson)
- Sam Stourdzé (commissaire indépendant, membre de l’Institut de recherche et d’innovation du Centre Pompidou et membre du conseil d'administration de la Société française de photographie)
- Thomas Weski (professeur à l’Académie des arts visuels, Leipzig et commissaire d’exposition)

### Jury 2011
- Robert Delpire (éditeur, président du Jury)
- Martine Franck (photographe, présidente de la Fondation HCB)
- Antoinette Seillière (vice-présidente de la Fondation Croix Saint-Simon, représentante du groupe Wendel)
- Carlos Gollonet (directeur pour la photographie, Fondation MAPFRE, Madrid)
- Frits Gierstberg (directeur des expositions, Nederlands Fotomuseum, Rotterdam)
- Sylviane de Decker (historienne de la photographie, Paris, excusée et remplacée par Agnès Sire, directrice de la Fondation Henri-Cartier-Bresson)
- Sylvia Wolf (directrice, Henry Art Gallery, Seattle)

### Jury 2013
- Agnès Sire (directrice, Fondation Henri-Cartier-Bresson, présidente du Jury)
- Pierre-Alexis Dumas (président, Fondation d’entreprise Hermès)
- Anne Cartier-Bresson (conservatrice générale du patrimoine, Atelier de Restauration de la Ville de Paris)
- Diane Dufour (directrice, Le BAL, Paris)
- Els Barents (directrice, Huis Marseille, Amsterdam)
- Ute Eskildsen (ex-directrice du Folkwang Museum, Essen.
- Joshua Chuang (conservateur associé en photographie et supports numériques, Yale University Art Gallery, New Haven)

### Jury 2015
- Pierre-Alexis Dumas (président, Fondation d’entreprise Hermès, Paris)
- Agnès Sire (directrice, Fondation Henri-Cartier-Bresson, Paris)
- Quentin Bajac (conservateur en chef, département de la photographie, MoMA, New York)
- Julien Frydman (directeur du développement et des partenariats, Fondation Luma, Arles
- Inge Henneman (commissaire indépendante et professeur à l’Académie royale des beaux-arts, Anvers)
- Sergio Mah (commissaire indépendant, Critique d’art, Lisbonne)
- Hripsimé Visser (conservateur, Département de photographie, Stedelijk Museum, Amsterdam)

### Jury 2017
- Clément Chéroux (directeur, Département de la photographie du SFMOMA, San Francisco)
- Pierre-Alexis Dumas (directeur artistique de la maison Hermès, membre du conseil d’administration de la Fondation d’entreprise Hermès, Paris)
- Lorenza Bravetta (conseillère auprès du ministre Franceschini pour la mise en valeur du patrimoine photographique national, Turin)
- Florian Ebner (directeur, Cabinet de la photographie du Centre Pompidou, Paris)
- Nathalie Giraudeau (directrice, Centre photographique d’Île de France, Paris)
- Thyago Nogueira (directeur, Département de la photographie contemporaine à l’Instituto Moreira Salles et éditeur du ZUM magazine, São Paulo)

- Agnès Sire (directrice, Fondation Henri-Cartier-Bresson, Paris)

### Jury 2019
- Pierre-Alexis Dumas (directeur artistique de la maison Hermès, membre du conseil d’administration de la Fondation d’entreprise Hermès, Paris)
- Sarah Greenough (directrice, Département de la photographie, National Gallery of Art, Washington)
- François Hébel (directeur, Fondation Henri-Cartier-Bresson, Paris)
- Alona Pardo (commissaire, Barbican Centre, Londres)
- Thomas Seelig (directeur, Collection photographique, Museum Folkwang, Essen)
- Agnès Sire (directrice artistique, Fondation Henri Cartier-Bresson, Paris)
- Karolina Ziebinska-Lewandowska (conservatrice, Cabinet de la photographie, Centre Pompidou – Musée national d’art moderne, Paris)

### Jury 2021
- Christine Barthe (responsable de l'Unité patrimoniale des collections photographiques, musée du Quai Branly - Jacques-Chirac, Paris)
- Béatrice Didier (co-directrice, Centre d'art Le Point du jour, Cherbourg-en-Cotentin)
- Pierre-Alexis Dumas (directeur artistique de la maison Hermès, membre du conseil d’administration de la Fondation d’entreprise Hermès, Paris)
- Julie Jones (conservatrice, Cabinet de la photographie, Centre Pompidou – Musée national d’art moderne, Paris)
- Luce Lebart (historienne de la photographie et commissaire d'exposition)
- François Hébel (directeur, Fondation Henri Cartier-Bresson, Paris)
- Agnès Sire (directrice artistique, Fondation Henri Cartier-Bresson, Paris)

### Jury 2023
- Damarice Amao (Attachée de conservation, Cabinet de la Photographie, Musée national d’art moderne — Centre Pompidou, Paris)
- Julie Arnaud (Responsable de projets, Fondation d’entreprise Hermès, Paris)
- Clément Chéroux (Directeur, Fondation Henri Cartier-Bresson, Paris)
- Taous Dahmani (Commissaire d’exposition indépendante)
- Agnès Sire (ancienne directrice artistique, Fondation Henri Cartier-Bresson, Paris)
- Urs Stahel (Commissaire d’exposition indépendant)